# Genoa Cricket and Football Club 2016-2017
Questa voce raccoglie le informazioni riguardanti il Genoa Cricket and Football Club nelle competizioni ufficiali della stagione 2016-2017.

## Stagione
La stagione 2016-2017 vede il Genoa partecipare per la 50ª volta al campionato di Serie A.
Dopo tre anni la panchina del Genoa passa da Gian Piero Gasperini a Ivan Jurić che già aveva allenato la primavera nella stagione 2013-2014. I rossoblù si mantengono costanti per tutto il girone d'andata, il maggior risultato di rilievo è la clamorosa vittoria per 3-1 contro la Juventus, inoltre mostrano tutto il loro talento i giovani Simeone e Laxalt. Tuttavia, nel girone di ritorno il Grifone stenta paurosamente e il tutto culmina con l'esonero di Jurić e l'ingaggio di Andrea Mandorlini. Nonostante il cambio di allenatore il Genoa non progredisce e in primavera viene reintegrato il croato il quale, con grande difficoltà, conduce il Grifone alla salvezza, ottenuta con una vittoria di misura contro il Torino.

## Divise e sponsor
Lo sponsor tecnico per la 5ª stagione consecutiva è Lotto, il main sponsor è, a partire da ottobre, Prénatal, poi a partire da gennaio è Eviva.
La prima maglia è come da tradizione a quarti rossoblu, pantaloncini e calzettoni blu mentre la seconda è bianca con banda orizzontale rossoblu, calzoncini e calzettoni bianchi. La terza maglia è rossa con inserti blu e i calzoncini sono identici a quelli della prima maglia.
| Casa | Trasferta | Terza maglia |

## Rosa
Rosa aggiornata al 31 gennaio 2017.
| N. |                               | Ruolo | Calciatore                  |
| -- | ----------------------------- | ----- | --------------------------- |
| 1  | Italia (bandiera)             | P     | Mattia Perin                |
| 3  | Argentina (bandiera)          | D     | Santiago Gentiletti         |
| 4  | Ghana (bandiera)              | C     | Isaac Cofie                 |
| 5  | Italia (bandiera)             | D     | Armando Izzo                |
| 8  | Argentina (bandiera)          | D     | Nicolás Burdisso (capitano) |
| 9  | Argentina (bandiera)          | A     | Giovanni Simeone            |
| 10 | Francia (bandiera)            | C     | Olivier Ntcham              |
| 11 | Italia (bandiera)             | A     | Raffaele Palladino          |
| 14 | Italia (bandiera)             | D     | Davide Biraschi             |
| 15 | Svezia (bandiera)             | C     | Oscar Hiljemark             |
| 16 | Italia (bandiera)             | C     | Andrea Beghetto             |
| 17 | Marocco (bandiera)            | C     | Adel Taarabt                |
| 21 | Argentina (bandiera)          | D     | Lucas Orbán                 |
| 22 | Serbia (bandiera)             | A     | Darko Lazović               |
| 23 | Italia (bandiera)             | P     | Eugenio Lamanna             |
| 24 | Argentina (bandiera)          | D     | Ezequiel Muñoz              |
| 26 | Italia (bandiera)             | A     | Luca Zanimacchia            |
| 27 | Macedonia del Nord (bandiera) | A     | Goran Pandev                |

| N. |                       | Ruolo | Calciatore        |
| -- | --------------------- | ----- | ----------------- |
| 28 | Italia (bandiera)     | D     | Davide Brivio     |
| 30 | Italia (bandiera)     | C     | Luca Rigoni       |
| 32 | Italia (bandiera)     | C     | Leonardo Morosini |
| 33 | Italia (bandiera)     | D     | Alex Coppola      |
| 37 | Italia (bandiera)     | D     | Massimo Tazzer    |
| 38 | Rep. Ceca (bandiera)  | P     | Lukáš Zima        |
| 41 | Italia (bandiera)     | D     | Mario Ierardi     |
| 44 | Portogallo (bandiera) | C     | Miguel Veloso     |
| 51 | Cile (bandiera)       | A     | Mauricio Pinilla  |
| 54 | Portogallo (bandiera) | D     | Aníbal            |
| 58 | Italia (bandiera)     | P     | Diego Faccioli    |
| 59 | Italia (bandiera)     | C     | Alessandro Quaini |
| 64 | Italia (bandiera)     | A     | Pietro Pellegri   |
| 83 | Brasile (bandiera)    | P     | Rubinho           |
| 93 | Uruguay (bandiera)    | C     | Diego Laxalt      |
| 94 | Italia (bandiera)     | C     | Danilo Cataldi    |
| 98 | Spagna (bandiera)     | A     | Raúl Asencio      |
| 99 | Serbia (bandiera)     | C     | Nikola Ninković   |

## Risultati

### Serie A

#### Girone di andata
| Arbitro: | Orsato (Vicenza) |

|                                     |           |               |
| Ntcham 78’ Laxalt 79’ L. Rigoni 88’ | Marcatori | 66’ Borriello |

| Arbitro: | Rizzoli (Bologna) |

|               |           |                              |
| Palladino 34’ | Marcatori | 51’ Gakpé 55’, 64’ Pavoletti |

| Arbitro: | Guida (Pompei) |

|             |           |  |
| Lazović 37’ | Marcatori |  |

| Arbitro: | Gavillucci (Latina) |

|                                |           |  |
| Politano 58’ (rig.) Defrel 67’ | Marcatori |  |

| Genova 21 settembre 2016, ore 20:45 CEST 5ª giornata | Genoa             | 0 – 0 referto | Napoli | Stadio Luigi Ferraris (23.905 spett.)\| Arbitro: \| Damato (Barletta) \| |
| Arbitro:                                             | Damato (Barletta) |               |        |                                                                          |

| Arbitro: | Irrati (Firenze) |

|             |           |           |
| Simeone 47’ | Marcatori | 85’ Manaj |

| Arbitro: | Maresca (Napoli) |

|  |           |             |
|  | Marcatori | 77’ Simeone |

| Genova 16 ottobre 2016, ore 15:00 CEST 8ª giornata | Genoa             | 0 – 0 referto | Empoli | Stadio Luigi Ferraris (19 389 spett.)\| Arbitro: \| Pairetto (Torino) \| |
| Arbitro:                                           | Pairetto (Torino) |               |        |                                                                          |

| Arbitro: | Tagliavento (Terni) |

|                            |           |            |
| Muriel 12’ Izzo 47’ (aut.) | Marcatori | 24’ Rigoni |

| Arbitro: | Banti (Livorno) |

|                                             |           |  |
| Ninković 11’ Kucka 80’ (aut.) Pavoletti 86’ | Marcatori |  |

| Arbitro: | Fabbri (Ravenna) |

|                             |           |  |
| Kurtić 36’, 45+2’ Gómez 88’ | Marcatori |  |

| Arbitro: | Manganiello (Pinerolo) |

|             |           |             |
| Ocampos 24’ | Marcatori | 11’ Théréau |

| Arbitro: | Di Bello (Brindisi) |

|                                            |           |             |
| Anderson 11’ Biglia 58’ (rig.) Wallace 66’ | Marcatori | 52’ Ocampos |

| Arbitro: | Mazzoleni (Bergamo) |

|                                        |           |            |
| Simeone 3’, 13’ Alex Sandro 29’ (aut.) | Marcatori | 82’ Pjanić |

| Verona 5 dicembre 2016, ore 19:00 CET 15ª giornata | Chievo           | 0 – 0 referto | Genoa | Stadio Marcantonio Bentegodi (8000 spett.)\| Arbitro: \| Russo (Avellino) \| |
| Arbitro:                                           | Russo (Avellino) |               |       |                                                                              |

| Arbitro: | Valeri (Roma) |

|                   |           |  |
| Brozović 38’, 69’ | Marcatori |  |

| Arbitro: | Pairetto (Nichelino) |

|                              |           |                                                      |
| Simeone 4’, 57’ Ninković 65’ | Marcatori | 42’ Quaison 69’ Goldaniga 88’ Rispoli 90’ Trajkovski |

| Arbitro: | Maresca (Napoli) |

|             |           |  |
| Belotti 49’ | Marcatori |  |

| Arbitro: | Rizzoli (Bologna) |

|  |           |                 |
|  | Marcatori | 36’ (aut.) Izzo |

#### Girone di ritorno
| Arbitro: | Fabbri (Ravenna) |

|                                                     |           |             |
| Borriello 40’, 60’ João Pedro 44’ Farias 64’ (rig.) | Marcatori | 28’ Simeone |

| Arbitro: | Mariani (Roma) |

|                                |           |                            |
| Simeone 43’ Ocampos 66’ (rig.) | Marcatori | 54’ Ceccherini 74’ Ferrari |

| Arbitro: | Orsato (Montecchio Maggiore) |

|                                   |           |                                       |
| Iličič 17’ Chiesa 50’ Kalinić 62’ | Marcatori | 57’, 86’ (rig.) Simeone 59’ Hiljemark |

| Arbitro: | Russo (Nola) |

|  |           |                |
|  | Marcatori | 26’ Pellegrini |

| Arbitro: | Giacomelli (Trieste) |

|                               |           |  |
| Zieliński 50’ Giaccherini 68’ | Marcatori |  |

| Arbitro: | Abbattista (Molfetta) |

|                                                       |           |  |
| Orban 5’ (aut.) Caprari 19’, 81’ Benali 31’ Cerri 87’ | Marcatori |  |

| Arbitro: | Rocchi (Firenze) |

|              |           |             |
| Ntcham 90+4’ | Marcatori | 57’ Viviani |

| Arbitro: | Doveri (Roma) |

|  |           |                            |
|  | Marcatori | 89’ Ntcham 90+3’ Hiljemark |

| Arbitro: | Orsato (Schio) |

|  |           |            |
|  | Marcatori | 73’ Muriel |

| Arbitro: | Russo (Nola) |

|                      |           |  |
| Matías Fernández 33’ | Marcatori |  |

| Arbitro: | Claudio Gavillucci (Latina) |

|  |           |                                           |
|  | Marcatori | 25’ Conti 32’, 63’, 82’ Gómez 76’ Caldara |

| Arbitro: | Mariani (Aprilia) |

|                                          |           |  |
| de Paul 20’ Zapata 31’ Rubinho 49’ (aut) | Marcatori |  |

| Arbitro: | Maresca (Napoli) |

|                        |           |                               |
| Simeone 10’ Pandev 78’ | Marcatori | 45+2’ Biglia 90+1’ L. Alberto |

| Arbitro: | Calvarese (Teramo) |

|                                                       |           |  |
| Muñoz 17’ (aut.) Dybala 18’ Mandžukić 41’ Bonucci 64’ | Marcatori |  |

| Arbitro: | Pairetto (Nichelino) |

|            |           |                       |
| Pandev 47’ | Marcatori | 60’ Bastien 70’ Birsa |

| Arbitro: | Damato (Barletta) |

|            |           |  |
| Pandev 70’ | Marcatori |  |

| Arbitro: | Doveri (Roma) |

|             |           |  |
| Rispoli 13’ | Marcatori |  |

| Arbitro: | Guida (Torre Annunziata) |

|                        |           |            |
| Rigoni 32’ Simeone 54’ | Marcatori | 89’ Ljajić |

| Arbitro: | Tagliavento (Terni) |

|                                    |           |                         |
| Dzeko 10’ De Rossi 74’ Perotti 90’ | Marcatori | 3’ Pellegri 79’ Lazovic |

### Coppa Italia

#### Turni preliminari
| Arbitro: | Gavillucci (Latina) |

|                                     |           |                          |
| Veloso 47’ Pandev 73’ Pavoletti 80’ | Marcatori | 62’ Lepore 64’ Torromino |

| Arbitro: | Maresca (Napoli) |

|                                           |           |                                     |
| Simeone 3’ Pandev 37’, 100’ Ninković 115’ | Marcatori | 53’ Bianchi 63’ Drole 120’ Di Nolfo |

#### Fase finale
| Arbitro: | Damato (Barletta) |

|                                                            |           |                        |
| Djordjevic 20’ Hoedt 31’ Milinković-Savić 70’ Immobile 75’ | Marcatori | 41’ Pinilla 45’ Pandev |

## Statistiche

### Statistiche di squadra
| Competizione | Punti | In casa | In casa | In casa | In casa | In casa | In casa | In trasferta | In trasferta | In trasferta | In trasferta | In trasferta | In trasferta | Totale | Totale | Totale | Totale | Totale | Totale | D.R. |
| Competizione | Punti | G       | V       | N       | P       | Gf      | Gs      | G            | V            | N            | P            | Gf           | Gs           | G      | V      | N      | P      | Gf     | Gs     | D.R. |
| ------------ | ----- | ------- | ------- | ------- | ------- | ------- | ------- | ------------ | ------------ | ------------ | ------------ | ------------ | ------------ | ------ | ------ | ------ | ------ | ------ | ------ | ---- |
| Serie A      | 36    | 19      | 6       | 7       | 6       | 24      | 24      | 19           | 3            | 2            | 14           | 14           | 40           | 38     | 9      | 9      | 20     | 38     | 64     | -24  |
| Coppa Italia | -     | 2       | 2       | 0       | 0       | 7       | 5       | 1            | 0            | 0            | 1            | 2            | 4            | 3      | 2      |        | 1      | 9      | 9      | 0    |
| Totale       | 36    | 21      | 8       | 7       | 6       | 31      | 29      | 20           | 3            | 2            | 15           | 16           | 44           | 41     | 11     | 9      | 21     | 47     | 73     | -24  |

### Andamento in campionato
| Giornata  | 1 | 2 | 3 | 4 | 5 | 6  | 7 | 8 | 9  | 10 | 11 | 12 | 13 | 14 | 15 | 16 | 17 | 18 | 19 | 20 | 21 | 22 | 23 | 24 | 25 | 26 | 27 | 28 | 29 | 30 | 31 | 32 | 33 | 34 | 35 | 36 | 37 | 38 |
| --------- | - | - | - | - | - | -- | - | - | -- | -- | -- | -- | -- | -- | -- | -- | -- | -- | -- | -- | -- | -- | -- | -- | -- | -- | -- | -- | -- | -- | -- | -- | -- | -- | -- | -- | -- | -- |
| Luogo     | C | T | C | T | C | C  | T | C | T  | C  | T  | C  | T  | C  | T  | T  | C  | T  | C  | T  | C  | T  | C  | T  | T  | C  | T  | C  | T  | C  | T  | C  | T  | C  | C  | T  | C  | T  |
| Risultato | V | V | V | P | N | N  | V | N | P  | V  | P  | N  | P  | V  | N  | P  | P  | P  | P  | P  | N  | N  | P  | P  | P  | N  | V  | P  | P  | P  | P  | N  | P  | P  | V  | P  | V  | P  |
| Posizione | 2 | 1 | 1 | 7 | 8 | 11 | 8 | 9 | 12 | 8  | 10 | 10 | 12 | 10 | 11 | 13 | 12 | 12 | 12 | 14 | 15 | 15 | 16 | 16 | 16 | 16 | 16 | 16 | 16 | 16 | 16 | 16 | 16 | 16 | 16 | 16 | 16 | 16 |

Fonte:  Serie A – Classifiche, su sport.sky.it, Sky Sport. URL consultato il 28 luglio 2016 (archiviato dall'url originale l'11 settembre 2014).
Legenda:

Luogo: C = Casa; T = Trasferta. Risultato: V = Vittoria; N = Pareggio; P = Sconfitta.